# Jaysean Paige
Jaysean Paige (Jamestown, Nueva York, 30 de julio de 1994) es un baloncestista puertorriqueño que pertenece a la plantilla de los Mets de Guaynabo de la liga Baloncesto Superior Nacional de Puerto Rico. Con 1,88 metros de estatura, juega en la posición de base. 

## Trayectoria deportiva

### Universidad
Su temporada freshman la pasó en el College of Southern Idaho, donde promedió 13,6 puntos, 4,4 rebotes y 2,1 robos de balón por partido. La temporada siguiente fue transferido al Moberly Area Community College, donde promedió 21 puntos por partido, y finalmente en 2014 alcanzaría la División I de la NCAA de la mano de los Mountaineers de la Universidad de Virginia Occidental, donde jugó dos temporadas más, en las que promedió 9,7 puntos, 2,7 rebotes, 0,9 asistencias y 1,3 robos de balón por partido. En su última temporada fue elegido mejor sexto hombre de la Big 12 Conference e incluido en el segundo mejor quinteto de la conferencia.

### Profesional
Tras no ser elegido en el Draft de la NBA de 2016, el 8 de agosto firmó su primer contrato profesional con el equipo del Oettinger Rockets de la ProA, la segunda división alemana, donde únicamente llegó a disputar ocho partidos, promediando 15,1 puntos y 4,7 rebotes, hasta que en el mes de noviembre firmó con el KK Karpoš Sokoli de la liga de Macedonia, donde apenas tuvo minutos de juego en los seis partidos que disputó.
El 8 de agosto de 2017 fichó por los Newcastle Eagles de la BBL inglesa, donde acabó siendo elegido Jugador del Año, tras liderar la copetición en anotación, al promediar 22,1 puntos por partido, a los que añadió además 4,9 rebotes y 5,7 asistencias por encuentro.
El 3 de agosto de 2018 firmó contrato con el C' Chartres Basket de la Pro B, la segunda división francesa.
El 31 de diciembre de 2021, Paige firmó un contrato de 10 días con los Detroit Pistons.
El 30 de octubre de 2023 se unió a los Raptors 905 de la G League. Tras ser dejado en libertad por los Raptors, Paige regresó a los Mets de Guaynabo.

## Estadísticas de su carrera en la NBA

### Temporada regular
| Año     | Equipo  | PJ | PT | MPP | %TC  | %3P  | %TL | RPP | APP | ROB | TPP | PPP |
| ------- | ------- | -- | -- | --- | ---- | ---- | --- | --- | --- | --- | --- | --- |
| 2021-22 | Detroit | 1  | 0  | 7.0 | .000 | .000 | —   | 1.0 | 1.0 | .0  | .0  | .0  |
| Total   | Total   | 1  | 0  | 7.0 | .000 | .000 | —   | 1.0 | 1.0 | .0  | .0  | .0  |